# Климовский, Леонид Михайлович
Леонид Михайлович Климовский (22 марта 1983, СССР) — российский футболист, игрок в мини-футбол; тренер. Выступал за сборную России по мини-футболу.

## Биография
Воспитанник спартаковской футбольной школы. В составе мини-футбольного клуба «Спартак» становился чемпионом России в 2001 году и обладателем кубка России в 2002 году. Вторую половину сезона 2002—2003 провёл в клубе «Спартак-Щёлково», затем вернулся в «Спартак», где оставался до 2005 года. В 2005—2007 годах играл за «Норильский никель», после чего подписал контракт с югорской «ТТГ-Явой».
В конце 2010 года перешёл в московскую «Дину». Доиграв в ней сезон, вскоре стал футболистом ЦСКА. А после расформирования армейской команды сезоном позже, перешёл в новосибирский «Сибиряк».
Являлся третьим вратарём сборной России на чемпионате мира 2008 года. Вошёл в заявку и на следующий чемпионат мира

## Достижения
- Чемпион России по мини-футболу 2001
- Обладатель кубка России по мини-футболу 2002
- Полуфиналист Чемпионата мира по мини-футболу 2008